# Фридрих II фон Труендинген
Фридрих II (VI) фон Труендинген (на немски: Friedrich II (VI) von Truhendingen; * пр. 1253; † 15 март 1290) е граф на Труендинген във Франкония.
Той е син на граф Фридрих I (V) фон Труендинген († 1274) и Маргарета фон Андекс-Мерания († 1271), вдовица на маркграф Пршемисъл от Моравия († 1239), дъщеря на херцог Ото I от Мерания и на пфалцграфиня Беатрис II Бургундска.
Фридрих II фон Труендинген не трябва да се бърка с Фридрих II фон Труендинген, княжеският епископ на Бамберг (1363 – 1366).

## Фамилия
Фридрих II (VI) се жени пр. 11 януари 1282 г. за графиня Агнес фон Вюртемберг (* ок. 1256; † 27 септември 1305), вдовица на граф Конрад IV фон Йотинген († 1279), дъщеря на граф Улрих I фон Вюртемберг († 1265) и първата му съпруга Мехтхилд фон Баден († сл. 1258).. Те имат децата:
- Фридрих VIII фон Труендинген († 1332), граф на Труендинген, женен пр. 1294 г. за Агнес фон Хоенцолерн († сл. 1318), дъщеря на бургграф Конрад II фон Нюрнберг и Агнес фон Хоенлое
- Улрих „Млади“ (* ок. 1290; † 1310/1311), граф на Труендинген, женен пр. 2 юни 1303 г. за Имагина фон Изенбург-Лимбург († 1336/1337), дъщеря на граф Йохан I фон Изенбург-Лимбург и Уда (Ода) фон Равенсберг
- Фридрих IX († сл. 1291)
- Ото († сл. 1300), свещеник във Вюрцбург
- Маргарета († 10 август 1348), омъжена I. пр. 2 февруари 1322 г. за Лудвиг III херцог фон Тек († 1334), II. 1335 г. за фрайхер Йоханес фон Щайнег († 1408)
- Агнес († сл. 1333), монахиня в Цимерн

Той има от друга връзка незаконната дъщеря:
- Маргарета II († сл. 23 септември 1315), омъжена пр. 1303 г. за Хуго VI фон Тауферс († 17 март 1309)

Вдовицата му Агнес фон Вюртемберг се омъжва трети път пр. 3 юли 1295 г. за граф Крафт I фон Хоенлое-Вайкерсхайм († 1313).